# Sylvain Deslandes
Sylvain Boris Nabil Deslandes (Kouoptamo, 25 aprile 1997) è un calciatore camerunese naturalizzato francese, difensore dell'Omonia 29is Maiou.

## Carriera

### Club
Inizia a giocare nelle giovanili del Caen; nel 2013 viene aggregato alla rosa della seconda squadra, con la quale gioca due stagioni in quinta divisione. Nel 2015 viene ceduto al Wolverhampton. A causa del suo scarso impiego (solo 3 partite in seconda divisione più due nella Coppa di Lega), nel gennaio 2017 viene girato in prestito al Bury, in terza divisione, dove però non viene mai impiegato. Rientrato dal prestito, nella stagione 2017-2018 gioca una partita in campionato (più due in Coppa di Lega). Nel gennaio 2018, viene nuovamente girato in prestito in terza divisione, questa volta al Portsmouth, dove colleziona due presenze. Successivamente, è stato ceduto in prestito al Jumilla, formazione militante nella terza divisione spagnola. Una volta terminato il prestito, rimane ai margini della rosa, e nel gennaio 2020 viene acquistato dai rumeni dell'Argeș Pitești, con il quale ottiene la promozione in massima serie. La stagione successiva gioca 20 partite in campionato. Nell'estate del 2021 viene ceduto agli ungheresi del Debrecen.

#### Nazionale
Ha rappresentato le varie nazionali giovanili francesi, dall'Under-16 all'Under-20.

## Statistiche

### Presenze e reti nei club
Statistiche aggiornate al 17 ottobre 2021.
| Stagione             | Squadra              | Campionato           | Campionato | Campionato | Coppe nazionali | Coppe nazionali | Coppe nazionali | Coppe continentali | Coppe continentali | Coppe continentali | Altre coppe | Altre coppe | Altre coppe | Totale | Totale |
| Stagione             | Squadra              | Comp                 | Pres       | Reti       | Comp            | Pres            | Reti            | Comp               | Pres               | Reti               | Comp        | Pres        | Reti        | Pres   | Reti   |
| -------------------- | -------------------- | -------------------- | ---------- | ---------- | --------------- | --------------- | --------------- | ------------------ | ------------------ | ------------------ | ----------- | ----------- | ----------- | ------ | ------ |
| 2013-2014            | Caen 2               | CFA2                 | 4          | 0          |                 | -               | -               |                    | -                  | -                  |             | -           | -           | 4      | 0      |
| 2014-2015            | Caen 2               | CFA2                 | 4          | 1          |                 | -               | -               |                    | -                  | -                  |             | -           | -           | 4      | 1      |
| Totale Caen 2        | Totale Caen 2        | Totale Caen 2        | 8          | 1          |                 | -               | -               |                    | -                  | -                  |             | -           | -           | 8      | 1      |
| 2015-2016            | Wolverhampton        | FLC                  | 3          | 0          | FACup+CdL       | 0+2             | 0               |                    | -                  | -                  |             | -           | -           | 5      | 0      |
| 2016-gen. 2017       | Wolverhampton        | FLC                  | 0          | 0          | FACup+CdL       | 0               | 0               |                    | -                  | -                  |             | -           | -           | 0      | 0      |
| Totale Wolverhampton | Totale Wolverhampton | Totale Wolverhampton | 3          | 0          |                 | 2               | 0               |                    | -                  | -                  |             | -           | -           | 5      | 0      |
| gen.-mag. 2017       | Bury                 | FL1                  | 0          | 0          | FACup+CdL       | 0 + -           | 0 + -           |                    | -                  | -                  |             | -           | -           | 0      | 0      |
| 2017-gen. 2018       | Wolverhampton        | FLC                  | 1          | 0          | FACup+CdL       | - + 2           | - + 0           |                    | -                  | -                  |             | -           | -           | 3      | 0      |
| gen.-mag. 2018       | Portsmouth           | FL1                  | 2          | 0          | FACup+CdL       | 0 + -           | 0 + -           |                    | -                  | -                  |             | -           | -           | 2      | 0      |
| 2018-2019            | Jumilla              | SDB                  | 12         | 0          |                 | -               | -               |                    | -                  | -                  |             | -           | -           | 12     | 0      |
| 2019-gen. 2020       | Wolverhampton        | PL                   | 0          | 0          | FACup+CdL       | - + 0           | - + 0           |                    | -                  | -                  |             | -           | -           | 0      | 0      |
| gen.-mag. 2020       | Argeș Pitești        | L2                   | 6          | 0          | CR              | -               | -               |                    | -                  | -                  |             | -           | -           | 6      | 0      |
| 2020-2021            | Argeș Pitești        | L1                   | 20         | 2          | CR              | 0               | 0               |                    | -                  | -                  |             | -           | -           | 20     | 2      |
| Totale Argeș Pitești | Totale Argeș Pitești | Totale Argeș Pitești | 26         | 2          |                 | 0               | 0               |                    | -                  | -                  |             | -           | -           | 26     | 2      |
| 2021-2022            | Debrecen             | NB1                  | 6          | 0          | CU              | 0               | 0               |                    | -                  | -                  |             | -           | -           | 6      | 0      |
| Totale carriera      | Totale carriera      | Totale carriera      | 77         | 8          |                 | 4               | 0               |                    | -                  | -                  |             | -           | -           | 81     | 8      |